# Tuc de Llebreta
El Tuc de Llebreta és una muntanya que es troba en el terme municipal de la Vall de Boí, a la comarca de l'Alta Ribagorça, i dins del Parc Nacional d'Aigüestortes i Estany de Sant Maurici.
"El nom deriva de lucubrum, nom de la planta Colchicum autummale (safrà bord), molt abundant a la zona. És incorrecte afegir l'article la (de la Llebreta)".
El pic, de 2.523,2 metres, està situat a la carena que, davallant des del Bony Blanc al sud, limita la Cometa de la Qüestió per ponent. Als seus peus, cap al nord-nord-oest, es troba l'Estany de Llebreta, que li dona nom.